# ナインスゲート

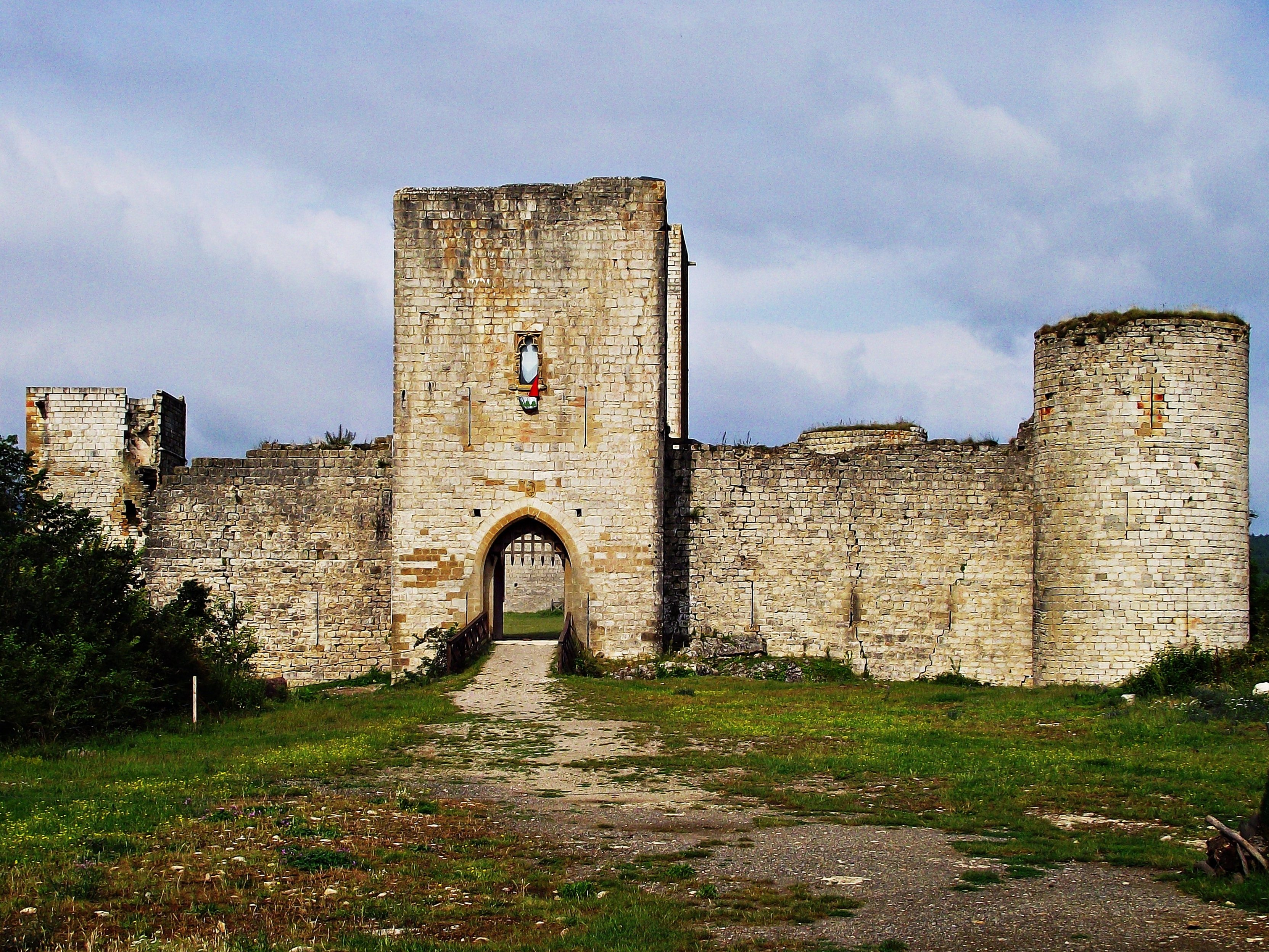
最終シーンで映るピュイヴェール城

『ナインスゲート』（The Ninth Gate）は、1999年に制作されたフランス、スペイン映画。『戦場のピアニスト』（2002年）を手掛けたロマン・ポランスキーの監督作品。彼の現在の妻エマニュエル・セニエも出演している。
原作はアルトゥーロ・ペレス＝レベルテ（ペレス・ロベルトの表記もある）の小説『呪いのデュマ倶楽部』（集英社）だが、デュマにかかわる部分は総てカットされ、伝説の稀覯本『影の王国への九つの扉』（The Nine Gates of the Kindgom of the Shadows）についてのエピソードのみが映画化されている。

## ストーリー
ニューヨーク在住のディーン・コルソは、数百年を経た稀覯本の専門家で、コレクターの為に世に埋もれた本を探し出す「古書探偵」を生業としていた。腕は一流だが、知識のない素人から安値で買い叩くなど、何かと評判の悪い男だ。そんなコルソを大金で雇うバルカン。悪魔に関する稀覯本の世界的コレクターであるバルカンは、最近『ナインスゲート』と呼ばれる貴重な本を入手していた。この本は、悪魔が自ら書いた本を基にしていた。その挿し絵である9枚の版画を読み解くと、悪魔を呼び出せると話すバルカン。世界に3冊しか現存しない本だが、バルカンは、本物は１冊きりだと予想していた。3冊のうち、どれが本物か、直に見比べて確かめる為に、コルソに『ナインスゲート』を託すバルカン。
他の2冊を追って、ヨーロッパに飛ぶコルソ。そんなコルソを陰ながら守り、魔物のような力を発揮する正体不明の美しき「謎の女」。更に、バルカンの本の元の持ち主であるテルファー夫人も、本を奪い返そうとコルソを狙って来た。
まず、バルカンの本の来歴を調べる為に、元々の所有者であるセニサ兄弟の製本所を訪れるコルソ。セニサ兄弟は、9枚の版画のうち3枚だけが本物だとヒントを与えた。本物の版画は、3冊の本に分散して隠されていたのだ。
著名なコレクターを訪ね歩き、2冊の『ナインスゲート』をバルカンの本と見比べるコルソ。それぞれの本に、3枚ずつ本物の版画が見つかった。更に、『ナインスゲート』の信奉者による秘密結社が現存し、当代の主催者がテルファー夫人であることも知るコルソ。だが、本の所有者のコレクターたちは何者かによって無残に殺された。2冊の本も焼き捨てられ、本物の版画だけが持ち去られた。
コルソからバルカンの本を奪い取るテルファー夫人。後を追ったコルソは、「謎の女」の助力で夫人の秘密集会に潜入した。そこへ現れ、テルファー夫人を殺すバルカン。バルカンはコルソを使って情報を集めながら、陰で自ら版画を奪っていたのだ。
版画を全て集め、正しい方法で儀式を行うバルカン。不死身になったと確信したバルカンは、自らの身体に火をつけた。だが、儀式は失敗し、焼死するバルカン。9枚目の版画に不備があったと、サラリと謎解きする「謎の女」。本物の版画を手に入れたコルソは、9枚の版画の示す通りに苦行を辿ったのが、バルカンではなく自分だと悟るのだった。

## 登場人物
ディーン・コルソ
合法・非合法を問わず、稀覯本の探索と売買を行う腕利きの「本の探偵」。コレクター界隈からも名が利く男で所有者の遺族をだまして本をくすねたりする。
ボリス・バルカン
バルカン出版のオーナー。富豪の稀覯本コレクター。悪魔学の研究家。悪魔の稀覯本の収集家でその界隈からは悪評の人物で、欲しいものを手に入れるためなら手段を選ばない冷酷な人物。
アンドリュー・テルファー
アメリカ人のコレクター。妻のリアナが悪魔崇拝に心酔し儀式で淫らな行為をしてる事で絶望し、バルカンに稀覯本を譲って自殺する。
リアナ・テルファー
コルソに付きまとう美女。アンドリューの未亡人。悪魔の稀覯本の本来の所有者。悪魔崇拝に心酔してることを旦那に知られて本を勝手にバルカンに譲渡された事で、強奪すべくコルソに付きまとう。
謎の女
コルソに付きまとう金髪緑目の美女。格闘技の達人。悪魔崇拝の首謀者の女性が射殺された後の騒動で、2階の十数mの高さから飛び降りてコルソのところへ物理的に不自然な着地方法をするなど、明らかに謎めいている。終盤でコルソと情愛な肉体関係を交わしながら結ばれる。
ケスラー男爵夫人
パリ在住のコレクター。電動車椅子に乗る隻腕の老婦人。バルカンやリアナの経歴を知っておりコルソに厄介ごとになる事を警告する。
バーニー
コルソ馴染みの古本商。
ヴィクター・ファルガス
ポルトガル在住のコレクター。廃墟同然の屋敷に住む老人。悪霊の稀覯本の収集家。バルカンの素性を知っており稀覯本は渡さないと固辞する。
ボディーガード
リアナのボディーガード。プラチナブロンドの黒人。
パブロ／ペドロ・セニサ兄弟
双子。トレド在住の製本家。
ウィトキン

## キャスト
| 役名                     | 俳優                   | 日本語吹き替え | 日本語吹き替え | 日本語吹き替え |
| 役名                     | 俳優                   | ソフト版       | テレビ朝日版   |                |
| ------------------------ | ---------------------- | -------------- | -------------- | -------------- |
| ディーン・コルソ         | ジョニー・デップ       | 平田広明       | 山路和弘       |                |
| ボリス・バルカン         | フランク・ランジェラ   | 佐々木勝彦     | 石田太郎       |                |
| アンドリュー・テルファー | ウィリー・ホルト       |                |                |                |
| リアナ・テルファー       | レナ・オリン           | 高島雅羅       | 塩田朋子       |                |
| 謎の女                   | エマニュエル・セニエ   | 湯屋敦子       | 深見梨加       |                |
| ケスラー男爵夫人         | バーバラ・ジェフォード | 沢田敏子       | 此島愛子       |                |
| バーニー                 | ジェームズ・ルッソ     | 中博史         | 楠大典         |                |
| ヴィクター・ファルガス   | ジャック・テイラー     | 糸博           | 稲垣隆史       |                |
| ボディーガード           | トニー・アモニ         | 小林正寛       | 楠大典         |                |
| パブロ・セニサ           | ホセ・ロペス・ロデロ   | 石井隆夫       |                |                |
| ペドロ・セニサ           | ホセ・ロペス・ロデロ   | 小島敏彦       |                |                |
| ウィトキン               | アレン・ガーフィールド | 小山武宏       | 中博史         |                |

## 撮影地

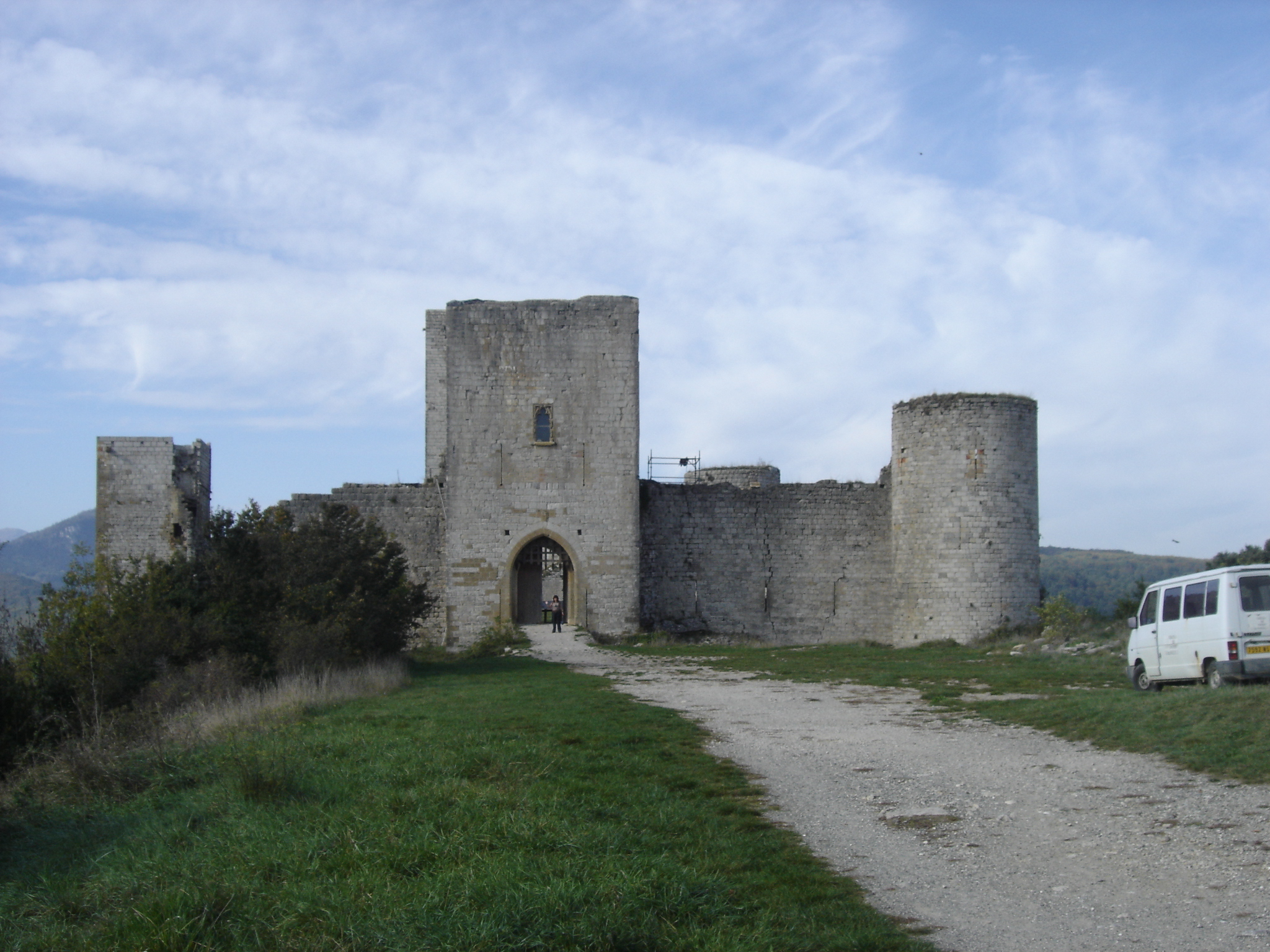
ピュイヴェール城

1998年夏に、フランス、ポルトガル、スペインで撮影が行われた。
- フェリエール城（英語版） - テルファーの居城。イル＝ド＝フランスセーヌ＝エ＝マルヌ県フェリエールザン＝ブリ（英語版）所在。
- ピュイヴェール城（英語版） - 最終シーン。オクシタニーオード県ピュイヴェール（英語版）所在。
- モンセギュール城（英語版） - オクシタニーアリエージュ県モンセギュール所在。